# Portage Creek (Turnagain Arm)
Der Portage Creek ist ein etwa 13 Kilometer langer Zufluss des Turnagain Arm östlich von Anchorage im US-Bundesstaat Alaska.

## Flusslauf
Der Portage Creek bildet den Abfluss des 29 m hoch gelegenen Portage Lake am Isthmus der Kenai-Halbinsel. Der Portage Lake wird vom Portage-Gletscher gespeist. Der Portage Creek verlässt den See an dessen nordwestlichen Ufer. Er fließt nach Nordwesten. Er spaltet sich abschnittsweise in zwei Flussarme auf. Der Portage Creek mündet schließlich nahe der verlassenen Siedlung Portage in das Ende des Turnagain Arm, eine Seitenbucht des Cook Inlet mit sehr hohem Tidenhub. Die Portage Glacier Road verläuft entlang dem linken Flussufer. Der Seward Highway sowie die Alaska Railroad kreuzen den Flusslauf oberhalb der Mündung.

## Hydrologie
Der Portage Creek entwässert ein Areal von etwa 143 km². Im Einzugsgebiet befinden sich folgende Gletscher: Explorer-, Byron-, Portage-, Burns- und Shakespeare-Gletscher. Der mittlere Abfluss (MQ) am Ausfluss aus dem Portage Lake betrug für den Messzeitraum 1989–2007 21 m³/s. Die höchsten mittleren monatlichen Abflüsse treten gewöhnlich in den Monaten Juli und August mit Werten von etwa 59 m³/s.

## Namensgebung
Der Flussname geht auf lokale Prospektoren zurück. Dies meldete Moffit vom U.S. Geological Survey im Jahr 1904.